# Гузун Михайло Семенович
Миха́йло Семе́нович Гузу́н (нар. 13 жовтня 1949 року, Тріфауць, Сорокський район, Молдова) — хореограф, Народний артист України, Заслужений діяч мистецтв Молдови, почесний громадянин Житомира, в. о. доцента кафедри музики і хореографії з методиками викладання, художній керівник Житомирського обласного центру хореографічного мистецтва, почесний професор Житомирського державного університету імені Івана Франка.

## Біографія
- Народився 13.10.1949 р. в с. Трифауци Сорокського району Молдови.
- З 1966 по 1968рр артист балету Державного ансамблю народного танцю Молдови «Жок».
- В 1973 році закінчив Краснодарський державний інститут культури (Росія).
- 3 1973 — художній керівник хореографічного ансамблю «Сонечко».
- З жовтня 1991 р. — директор Житомирського міського центру дитячої народної хореографії.
- 3 червня 1993 року призначений на посаду директора Житомирської міської школи хореографічного мистецтва «Сонечко».

Разом з дружиною Тетяною Гузун у 1973 р. заснував ансамбль «Сонечко». Здійснив постановки багатьох концертних програм ансамблю, які нараховують більше 50 хореографічних номерів.

## Нагороди та звання
- Почесний громадянин Житомира
- Орден «За заслуги» ІІІ ступеня
- Почесна відзнака «Медаль Павла Вірського»
- Заслужений працівник культури Української РСР (1985)
- Народний артист України (1994)
- Заслужений діяч мистецтв Молдови (1999)
- Лауреат премії імені І.Огієнка в номінації «Мистецтво» (2006)